# Зосима (Верховский)
Схимонах Зосима (в миру — Захария Васильевич (Богданович) Верховский; 24 марта 1768, Смоленская губерния — 24 октября 1833, Зосимова пустынь) — схимонах, духовный писатель, основатель двух женских монастырей: Туринского Николаевского монастыря и Троице-Одигитриевской пустыни.
В Русской православной церкви причислен к лику общецерковных святых на Архиерейском соборе 8 октября 2004 года. Почитается в лике преподобных, память совершается (по юлианскому календарю): 24 октября, 20 сентября в Соборе Брянских святых, воскресенье перед 26 августа в Соборе Московских святых и в последнее воскресение августа (Собор Кемеровских святых).

## Биография
Родился 24 марта (4 апреля) 1768 года в сельце Буловицы Смоленской губернии, в дворянской семье. Отец — Богдан Верховский дослужился до чина полковника в полку смоленской шляхты. Мать — Анна Ивановна, из дворянского рода Маневских. Получил домашнее образование. Как и все его братья, поступил на военную службу — 1 января 1784 года был определён каптенармусом в Преображенский полк. Отец Захарии скончался 3 апреля 1784 года. В наследство Захарии достались две деревни. Через два года скончалась его мать. В это время он познакомился с пустынниками рославльских лесов, жившими под началом старца Площанского монастыря Адриана (Блинского). В 1788 году Захария вышел в отставку в чине поручика, продал своё имение зятю и решил посвятить себя монашеской жизни.
Вначале он пришёл в рославльские леса в общину старца Адриана, но тот уже оставил её и перешёл в Коневецкий монастырь. Захария по совету монаха Василиска отправился в Коневецкий монастырь к Адриану. Старец принял его и назначил послушником (Захария пёк просфоры и пономарил). После испытания Адриан постриг Захарию в монашество с именем Зосима в честь преподобного Зосимы Соловецкого. Около 1792 года по приглашению Адриана на Коневец перешёл преподобный Василиск, который стал другом Захарии. Для своих учеников Адриан в трёх вёрстах от монастыря построил две кельи. В них Зосима и Василиск проводили пять дней, а в субботу приходили в монастырь ко всенощной, а в воскресение после литургии возвращались в свои кельи.
В 1799 году старец Адриан решил принять постриг в великую схиму и уехал в московский Симонов монастырь. Прощаясь с учениками, он благословил Зосиму и Василиска на пустынножительство в Сибири, но их больше привлекал Афон. Трижды они пытались отправиться на Святую гору, но каждый раз это начинание у них не получалось. Друзья отправились в Киев, где с разрешения митрополита два месяца жили в Киево-Печерской лавре, а затем отправились в Крым и позднее в Моздок. По причине набегов горцев их под конвоем доставили оттуда в Таганрог, откуда они перебрались в Астрахань, где решили исполнить благословения старца Адриана и, купив лошадь, отправились в Сибирь. Осенью 1800 года они достигли Тобольска, где архиепископ Варлаам (Петров) дал им разрешение поселиться на территории его епархии. После года странствий по сибирским уездам в 1802 году они поселились в лесах Кузнецкого уезда. В тайге в сорока верстах от ближайшей деревни ими была выкопана землянка. Пищу отшельникам приносил один из крестьян ближайшей деревни. На следующий год весной они решили выйти из тайги, но заблудились и провели в лесу около двух недель.
Выйдя из тайги, Зосима и Василиск поселись в Кузнецком уезде. У реки Средняя Терсь в пятидесяти вёрстах от Кузнецка крестьяне срубили им две кельи. Монахи разбили огород, занимались рукоделием. Раз в год их посещал священник со Святыми Дарами. Вокруг пустынников образовалась небольшая община подвижников, в числе её был ученик святого Василиска праведный Пётр Томский, чьё жизнеописание составил преподобный Зосима.

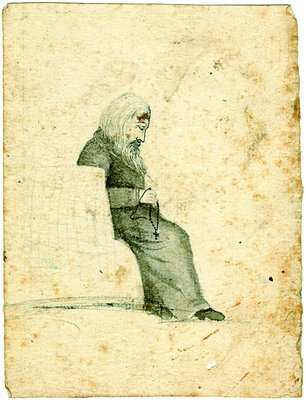
Преподобный Зосима (рисунок конца 20-х — начала 30-х годов XIX века из архива Зосимовой пустыни)

В 1822 году стараниями Зосимы и Василиска был учреждён в Тобольской губернии Туринский Николаевский женский монастырь (с благословения Тобольского архиерея Зосима ездил в Санкт-Петербург к митрополиту Филарету для получения соответствующего разрешения). Для общины Зосима написал особый устав на основе общежительных правил Василия Великого (в начале 1823 года старец вновь ездил в Санкт-Петербург, чтобы представить свой устав на утверждение Синода). После возникших там недоразумений (часть насельниц обвинила Зосиму в расколе, растрате и притеснениях сестер) отец Зосима указом Синода от 24 января 1825 года был уволен «от звания попечителя и от всякого влияния на монастырь» и переселился в Москву. С благословения митрополита Филарета Зосима стал насельником Чудова монастыря.
В 1826 году близ Москвы, в Верейском уезде в имении надворной советницы Марии Бахметевой с благословения митрополита Филарета Зосима устроил женскую общину в честь Смоленской иконы Божией Матери «Одигитрия». Первыми её насельницами стали монахини Туринского Николаевского монастыря, которые в ходе конфликта остались верными своему духовнику и последовали за ним в Москву. В этой пустыни Зосима прожил до своей смерти. Он заботился о монастыре, искал благотворителей для его содержания. При этом, имея тягу к уединению, Зосима в лесу в трёх вёрстах от пустыни устроил себе небольшую келью. В ней он, как и в Коневецком монастыре под началом своего учителя старца Адриана, жил пять дней в неделю, в субботу приходил в пустынь к утрени, а после воскресной литургии возвращался в свою лесную келью. В ней от двух старцев из Орловской губернии он принял постриг в великую схиму.
Скончался 24 октября (5 ноября) 1833 года на праздник иконы «Всех скорбящих Радость». Был похоронен возле монастырской часовни.

## Почитание и канонизация
Почитание старца Зосимы началось вскоре после его смерти. По благословению митрополита Филарета (Дроздова) над его могилой был возведён Троицкий храм. В начале 1880-х годов состоялось обретение мощей преподобного Зосимы. Амвросий Оптинский в 1886 году писал об этом: «Недавно в Зосимовой пустыни заметили, что гроб основателя обители находится в воде, потому что место сырое. Высекли из целого камня гроб и сделали новый деревянный гроб и во время переложения увидели, что все тело старца цело, а ступни ног предались тлению». В 1930-е годы храм был закрыт. После его возвращения церкви 25 декабря 1999 года было проведено обследование гробницы Зосимы, но в найденном белокаменном саркофаге мощи обнаружены не были. Их местонахождение остаётся неизвестным.
С благословения патриарха Алексия II 11 октября 1999 года прославлен как местночтимый святой Московской епархии. С благословения митрополита Крутицкого и Коломенского Ювеналия (Пояркова) торжества по прославлению преподобного Зосимы были перенесены и состоялись 23 июля 2000 года. К ним были написаны две иконы святого и издано его житие. На Архиерейском соборе Русской православной церкви 8 октября 2004 года преподобный Зосима был причислен к общецерковным святым.
К местной канонизации святого Зосимы был написан тропарь и кондак. 24 марта 2005 года Епархиальной богослужебной комиссией была утверждена полиелейная служба преподобному Зосиме, составленная схимонахиней Игнатией.
28 декабря 2018 года Священный Синод РПЦ МП утвердил текст акафиста преподобному Зосиме Верховскому (журнал № 127), а в 2021 году он был выпущен отдельным изданием.

## Сочинения

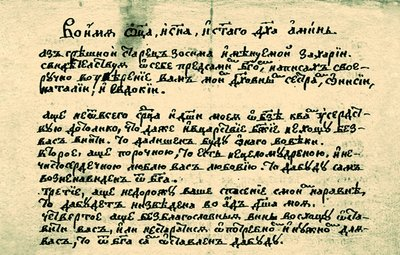
Автограф преподобного Зосимы («Заветные письма», письмо от 2 февраля 1819 года)

Сочинения преподобного Зосимы немногочисленны. Все они кроме «Заветных писем» сохранились в различных копиях XIX века. Особенностью всех сочинений Зосимы является их написание исключительно по-церковнославянски.
- «Заветные письма» (сочинение нравоучительного характера, единственный сохранившийся автограф преподобного. Рукопись хранилась в Зосимовой пустыни, в настоящее время разделена между РГИА и ЦГИАМ);
- Письмо к отцу Досифею.
- Житие преподобного Василиска;
- Житие праведного Петра Томского;
- «Поучение о послушании»;
- Изложение 75 «действий» Иисусовой молитвы на старца Василиска.